# Szalám Sákir
Szalám Sákir Ali Dád (arabul: سلام شاكر علي داد; Bagdad, 1986. július 31. –) iraki labdarúgó, az As-Surta hátvédje, de középpályásként is bevethető.
A 2007-es Király-kupa-részt vevő iraki B-válogatottnak is tagja volt. 2008. január 24-én a Jordánia elleni barátságos meccsen került be először az iraki labdarúgó-válogatottba, 2016-ig 93 válogatott mérkőzésen játszott, 4 gólt szerzett.